# نشنال پاور
نشنال پاور (انگلیسی: National Power) شرکت برق بریتانیایی است، که در سال ۱۹۹۰ تأسیس شد.